# Nabil Fekir
Nabil Fekir (Lyon, 18 juli 1993) is een Frans voetballer die doorgaans speelt als aanvallende middenvelder. In augustus 2024 verruilde hij Real Betis voor Al-Jazira. Fekir debuteerde in 2015 in het Frans voetbalelftal.

## Carrière
Fekir kwam via AS Saint-Priest in de jeugdopleiding van Olympique Lyon terecht. Hier speelde hij al eens eerder, maar hij werd weggestuurd omdat hij niet sterk genoeg was. Ook kampte hij met de ziekte van Osgood-Schlatter. Fekir debuteerde in 2013 in het eerste elftal van Olympique Lyon. Op 31 augustus van dat jaar speelde hij zijn eerste duel als profvoetballer. Tijdens een met 1–2 gewonnen uitwedstrijd bij Évian TG mocht hij van coach Rémi Garde in de basis beginnen. Hij speelde de volledige negentig minuten mee. Fekir maakte op 27 april 2014 zijn eerste doelpunt voor de club, tegen SC Bastia (4–1 winst).
Fekir groeide in het seizoen 2014/15 uit tot basisspeler bij Lyon. Hij speelde dat seizoen in 34 van de 38 speelronden, allemaal vanaf de aftrap. Hierin maakte hij dertien doelpunten. Fekir maakte op 29 augustus 2015 voor het eerst in zijn profcarrière een hattrick. Hij maakte toen de eerste drie doelpunten in een met 0–4 gewonnen competitiewedstrijd uit bij SM Caen. Hij miste het grootste gedeelte van het seizoen 2015/16 vanwege een gescheurde kruisband. Hij herstelde goed en was in 2016/17 weer 32 speelronden present. Fekir kwam zo in zes seizoenen tot 145 competitiewedstrijden voor Lyon. Daarin maakte hij 54 doelpunten. Hij maakte op 23 februari 2017 een hattrick in de Europa League. Hij bracht Lyon toen op 1–0, 3–1 en 5–1 in een met 7–1 gewonnen wedstrijd thuis tegen AZ.
Fekir tekende in juli 2019 een contract tot medio 2023 bij Real Betis, dat circa twintig miljoen euro voor hem betaalde aan Olympique Lyon. Dat kreeg daarbij tot tien miljoen euro extra aan eventuele bonussen in het vooruitzicht gesteld. In januari 2022 werd het contract van Fekir opengebroken en met drie seizoenen verlengd tot aan de zomer van 2026. Eind augustus 2024 vertrok Fekir bij Betis, toen Al-Jazira hem voor circa vijf miljoen euro overnam en een contract liet tekenen voor twee seizoenen.

## Clubstatistieken
| Seizoen | Club           | Competitie       | Competitie | Competitie | Beker | Beker | Internationaal | Internationaal | Totaal | Totaal |
| Seizoen | Club           | Competitie       | Wed.       | Dlp.       | Wed.  | Dlp.  | Wed.           | Dlp.           | Wed.   | Dlp.   |
| ------- | -------------- | ---------------- | ---------- | ---------- | ----- | ----- | -------------- | -------------- | ------ | ------ |
| 2013/14 | Olympique Lyon | Ligue 1          | 11         | 1          | 2     | 0     | 4              | 0              | 17     | 1      |
| 2014/15 | Olympique Lyon | Ligue 1          | 34         | 13         | 3     | 2     | 2              | 0              | 39     | 15     |
| 2015/16 | Olympique Lyon | Ligue 1          | 9          | 4          | 0     | 0     | 0              | 0              | 9      | 4      |
| 2016/17 | Olympique Lyon | Ligue 1          | 32         | 9          | 4     | 1     | 13             | 4              | 49     | 14     |
| 2017/18 | Olympique Lyon | Ligue 1          | 30         | 18         | 2     | 2     | 8              | 3              | 40     | 23     |
| 2018/19 | Olympique Lyon | Ligue 1          | 29         | 9          | 4     | 0     | 6              | 3              | 39     | 12     |
| 2019/20 | Real Betis     | Primera División | 32         | 7          | 1     | 0     | —              | —              | 33     | 7      |
| 2020/21 | Real Betis     | Primera División | 33         | 5          | 5     | 0     | —              | —              | 38     | 5      |
| 2021/22 | Real Betis     | Primera División | 34         | 6          | 6     | 2     | 7              | 2              | 47     | 10     |
| 2022/23 | Real Betis     | Primera División | 15         | 2          | 2     | 2     | 3              | 2              | 20     | 6      |
| 2023/24 | Real Betis     | Primera División | 19         | 1          | 1     | 0     | 4              | 0              | 24     | 1      |
| 2024/25 | Real Betis     | Primera División | 2          | 0          | 0     | 0     | 1              | 0              | 3      | 0      |
| 2024/25 | Al-Jazira      | UAE Pro League   | 0          | 0          | 0     | 0     | 0              | 0              | 0      | 0      |
| Totaal  | Totaal         | Totaal           | 280        | 75         | 30    | 9     | 48             | 14             | 358    | 98     |

Bijgewerkt op 3 september 2024.

## Interlandcarrière
Fekir debuteerde op 26 maart 2015 in het Frans voetbalelftal. In een oefeninterland tegen Brazilië (1–3 nederlaag) mocht hij van bondscoach Didier Deschamps na vierenzeventig minuten invallen voor Antoine Griezmann. Op 7 juni 2015, tijdens zijn derde interland voor Les Bleus, kwam de aanvallende middenvelder voor het eerst tot een doelpunt. Tegen België maakte hij bij een stand van 1–4 (voor de Belgen) een treffer. Tijdens deze wedstrijd was hij in de drieënzeventigste minuut het veld ingekomen voor Mathieu Valbuena. Deschamps nam Fekir in 2018 mee naar het WK 2018 in Rusland. Frankrijk werd op dit toernooi wereldkampioen door in de finale Kroatië met 4–2 te verslaan. Fekir speelde in zes van de zeven wedstrijden mee, telkens als invaller.
| Interlands van Nabil Fekir voor Frankrijk | Interlands van Nabil Fekir voor Frankrijk | Interlands van Nabil Fekir voor Frankrijk | Interlands van Nabil Fekir voor Frankrijk | Interlands van Nabil Fekir voor Frankrijk | Interlands van Nabil Fekir voor Frankrijk |
| №                                         | Datum                                     | Wedstrijd                                 | Uitslag                                   | Competitie                                | Goals                                     |
| Als speler bij Olympique Lyon             | Als speler bij Olympique Lyon             | Als speler bij Olympique Lyon             | Als speler bij Olympique Lyon             | Als speler bij Olympique Lyon             | Als speler bij Olympique Lyon             |
| ----------------------------------------- | ----------------------------------------- | ----------------------------------------- | ----------------------------------------- | ----------------------------------------- | ----------------------------------------- |
| 1                                         | 26 maart 2015                             | Frankrijk – Brazilië                      | 1 – 3                                     | Vriendschappelijk                         |                                           |
| 2                                         | 29 maart 2015                             | Frankrijk – Denemarken                    | 2 – 0                                     | Vriendschappelijk                         |                                           |
| 3                                         | 7 juni 2015                               | Frankrijk – België                        | 3 – 4                                     | Vriendschappelijk                         | 89'                                       |
| 4                                         | 13 juni 2015                              | Albanië – Frankrijk                       | 1 – 0                                     | Vriendschappelijk                         |                                           |
| 5                                         | 4 september 2015                          | Portugal – Frankrijk                      | 0 – 1                                     | Vriendschappelijk                         |                                           |
| 6                                         | 7 oktober 2016                            | Frankrijk – Bulgarije                     | 4 – 1                                     | WK 2018 kwalificatie                      |                                           |
| 7                                         | 15 november 2016                          | Frankrijk – Ivoorkust                     | 0 – 0                                     | Vriendschappelijk                         |                                           |
| 8                                         | 31 augustus 2017                          | Frankrijk – Nederland                     | 4 – 0                                     | WK 2018 kwalificatie                      |                                           |
| 9                                         | 3 september 2017                          | Frankrijk – Luxemburg                     | 0 – 0                                     | WK 2018 kwalificatie                      |                                           |
| 10                                        | 10 november 2017                          | Frankrijk – Wales                         | 2 – 0                                     | Vriendschappelijk                         |                                           |
| 11                                        | 28 mei 2018                               | Frankrijk – Ierland                       | 2 – 0                                     | Vriendschappelijk                         |                                           |
| 12                                        | 9 juni 2018                               | Frankrijk – Verenigde Staten              | 1 – 1                                     | Vriendschappelijk                         |                                           |
| 13                                        | 16 juni 2018                              | Frankrijk – Australië                     | 2 – 1                                     | WK 2018                                   |                                           |
| 14                                        | 21 juni 2018                              | Frankrijk – Peru                          | 1 – 0                                     | WK 2018                                   |                                           |
| 15                                        | 26 juni 2018                              | Denemarken – Frankrijk                    | 0 – 0                                     | WK 2018                                   |                                           |
| 16                                        | 30 juni 2018                              | Frankrijk – Argentinië                    | 4 – 3                                     | WK 2018                                   |                                           |
| 17                                        | 6 juli 2018                               | Uruguay – Frankrijk                       | 0 – 2                                     | WK 2018                                   |                                           |
| 18                                        | 15 juli 2018                              | Frankrijk – Kroatië                       | 4 – 2                                     | WK 2018                                   |                                           |
| 19                                        | 6 september 2018                          | Duitsland – Frankrijk                     | 0 – 0                                     | Nations League 2018/19                    |                                           |
| 20                                        | 20 november 2018                          | Frankrijk – Uruguay                       | 1 – 0                                     | Vriendschappelijk                         |                                           |
| 21                                        | 22 maart 2019                             | Moldavië – Frankrijk                      | 1 – 4                                     | EK 2020 kwalificatie                      |                                           |
| Als speler bij Real Betis                 |                                           |                                           |                                           |                                           |                                           |
| 22                                        | 7 september 2019                          | Frankrijk – Albanië                       | 4 – 1                                     | EK 2020 kwalificatie                      |                                           |
| 23                                        | 10 september 2019                         | Frankrijk – Andorra                       | 3 – 0                                     | EK 2020 kwalificatie                      |                                           |
| 24                                        | 17 november 2019                          | Albanië – Frankrijk                       | 0 – 2                                     | EK 2020 kwalificatie                      |                                           |
| 25                                        | 8 september 2020                          | Frankrijk – Kroatië                       | 4 – 2                                     | Nations League 2020/21                    |                                           |

Bijgewerkt op 3 september 2024.

## Erelijst
| Competitie                  |            |            |            |            |
| Competitie                  | Aantal     | Jaren      |            |            |
| Real Betis                  | Real Betis | Real Betis | Real Betis | Real Betis |
| --------------------------- | ---------- | ---------- | ---------- | ---------- |
| Copa del Rey                | 1          | 2021/22    |            |            |
| Frankrijk                   |            |            |            |            |
| Wereldkampioenschap voetbal | 1          | 2018       |            |            |